# Calophyllum novoguineense
Espèce
Statut de conservation UICN

 LC  : Préoccupation mineure
Calophyllum novoguineense est une espèce de plantes à fleurs de la famille des Clusiaceae, selon la classification classique, des Calophyllaceae, selon la classification phylogénétique.

## Publication originale
- Botanical Magazine, Tokyo 56: 562. 1942.